# Number Ones (album Bee Geesa)
Number Ones kompilacijski je album s najvećim uspješnicama od australskog rock sastava The Bee Gees, koji izlazi u studenom 2004.g. Materijal na albumu uključuje 18 njihovih najvećih uspješnica i posvetu na Mauricea Gibba koji je umro 2003. godine. To je njihov posljednji album kojeg su izdali za izdavača Universal Records.

## Popis pjesama

### Američko izdanje
1. "Massachusetts"
2. "World"
3. "Words"
4. "I've Gotta Get a Message to You"
5. "I Started a Joke"
6. "Don't Forget to Remember"
7. "Lonely Days"
8. "How Can You Mend a Broken Heart"
9. "Jive Talkin'"
10. "You Should Be Dancing"
11. "Love So Right"
12. "How Deep is Your Love"
13. "Stayin' Alive"
14. "Night Fever"
15. "Too Much Heaven"
16. "Tragedy"
17. "Love You Inside Out"
18. "You Win Again"
19. "Man in the Middle"

### Europsko/Australsko izdanje
1. "Massachusetts"
2. "World"
3. "Words"
4. "I've Gotta Get a Message to You"
5. "I Started a Joke"
6. "Don't Forget to Remember"
7. "How Can You Mend a Broken Heart"
8. "Jive Talkin'"
9. "You Should Be Dancing"
10. "How Deep is Your Love"
11. "Stayin' Alive"
12. "Night Fever"
13. "Too Much Heaven"
14. "Tragedy"
15. "More Than a Woman"
16. "Love You Inside Out"
17. "You Win Again"
18. "Man in the Middle"
19. "Islands in the Stream"
20. "Immortality" (originalna demoverzija)

## Stvarni popis Number Ones od Bee Geesa
| Br.1                             | Država |
| -------------------------------- | --- |
| Spicks and specks                | Novi Zeland |
| Massachusetts                    | Čile, VB, Njemačka, Nizozemska, Norveška, Australija, Novi Zeland, Južna Afrika, Japan, Malezija, Singapur, Kanada, Austrija, Švedska |
| World                            | Njemačka, Nizozemska |
| I've Gotta Get A Message To You  | VB, Italija, Irska, Južna Afrika |
| I Started A Joke                 | Novi Zeland, Kanada, Australija, Danska                                                                                               |
| Words                            | Njemačka, Nizozemska, Švicarska |
| Don't Forget To Remember         | Nizozemska, Irska, Novi Zeland, Južna Afrika, Danska                                                                                  |
| Lonely Days                      | Kanada |
| How Can You Mend A Broken Heart? | SAD, Kanada |
| My world                         | Hong Kong |
| Saw A New Morning                | Hong Kong |
| Wouldn't I Be Someone            | Hong Kong |
| Jive Talkin'                     | SAD, Kanada |
| You Should Be Dancing            | SAD, Kanada |
| Love so right                    | Brazil |
| How Deep Is Your Love            | SAD, Čile, Francuska, Kanada, Finska                                                                                                  |
| Stayin' Alive                    | SAD, Kanada, Brazil, Čile, Meksiko, Nizozemska, Italija, Francuska, Španjolska, Australija, Novi Zeland, Južna Afrika                 |
| Night Fever                      | SAD, Kanada, Brazil, VB, Španjolska, Irska                                                                                            |
| Too Much Heaven                  | SAD, Brazil, Argentina, Čile, Italija, Španjolska, Norveška, Novi Zeland, Južna Afrika, Švedska, Kanada                               |
| Tragedy                          | SAD, VB, Italija, Španjolska, Irska, Francuska, Novi Zeland, Kanada                                                                   |
| Love You Inside Out              | SAD, Kanada |
| He's a liar                      | Grčka |
| You Win Again                    | VB, Njemačka, Danska, Irska, Norveška, Švicarska, Austrija, Luksemburg, Hong Kong                                                     |
| One                              | Brazil |
| For whom the bell tolls          | Brazil |
| Alone                            | Hong Kong, Malezija, Tajland |
| Immortality                      | Brazil |

## Vanjske poveznice
- discogs.com - Bee Gees - Number Ones